# Newtownabbey
Newtownabbey (en irlandés: Baile na Mainistreach ) es una localidad ubicada al norte de Belfast, en el condado de Antrim, Irlanda del Norte. Tiene una población de 62.056 habitantes, según el censo de 2001.

## Demografía
Con 62.056 habitantes en 2001, Newtownabbey está clasificada como pueblo grande por la Agencia Norirlandesa de Estadística. Según otro censo de población posterior, llevado a cabo en marzo de 2011, Newtownabbey tenía 85.139 habitantes, de los cuales:
- 41.037 (48,2%) eran hombres, y 44.102 (51,8%) eran mujeres.
- 3.235 (3,8%) estaban desempleados.

## Transporte

### Carreteras
Newtownabbey es atravesada por la autopista M2, que va de Belfast a Antrim. Además, la autopista M5 y la carretera A8 lo rodean.

### Tren
En Newtownabbey hay 3 estaciones de Northern Ireland Railways, la empresa pública de transporte ferroviario:
- Estación de Mossley West
- Estación de Jordanstown
- Estación de Whiteabbey

## Ciudades hermanas
Newtownabbey está hermanado con:
- Rybnik, Polonia (desde 2003)[3]
- Dorsten, Alemania[4]
- Gilbert, Arizona, Estados Unidos